# Luciana Vendramini
Luciana Regina Vendramini (Jaú, 10 de dezembro de 1970) é uma atriz e ex-modelo brasileira descendente de italianos.

## Trajetória
Em 1987, aos dezesseis anos, participou do concurso da primeira Catuxa para se tornar a quarta Paquita do Xou da Xuxa, no qual foi finalista, perdendo para Ana Paula Guimarães, em março de 1987. No mesmo ano também participou do concurso Garota do Fantástico, no Fantástico. Nesta época Luciana foi convidada por um produtor para realizar um teste para se tornar modelo, no qual foi aprovada e passou a realizar diversos trabalhos na área, fotografando para editoriais de modas. 
Após alguns trabalhos na televisão, Luciana deixou a carreira de modelo oficialmente em 2008, aos 38 anos, ingressando dois anos depois na telenovela Uma Rosa com Amor. Em 2011, juntamente com a atriz Giselle Tigre, protagonizou o primeiro beijo homossexual exibido pelo SBT, na telenovela Amor e Revolução, entre as personagens Marcela, vivida por Luciana, e Marina, vivida por Giselle. Na ocasião alguns portais noticiaram, erroneamente, como o primeiro beijo homossexual da dramaturgia, quando, na verdade, este havia acontecido em 1963 entre as atrizes Vida Alves e Geórgia Gomide, em um dos episódios do programa TV de Vanguarda, intitulado Calúnia.

## Vida pessoal
Em 1987, posou para um ensaio da revista Playboy, quando ainda era menor de idade. Embora a revista afirmasse que as fotos tinham sido tiradas nos primeiros dias após a modelo completar dezoito anos, posteriormente soube-se que a modelo tinha apenas dezesseis anos quando as fotos foram tiradas. A edição fez grande sucesso. Em 2003, depois de quase quatro anos longe da mídia, afastamento motivado por ter transtorno obsessivo-compulsivo (TOC), passou a atuar como atriz na peça 4.48 Psicose, de Sarah Kane. Em dezembro do mesmo ano, voltou a fazer outro ensaio nu para a Playboy.
Foi casada com o cantor Paulo Ricardo, da banda RPM.

## Filmografia

### Televisão
| Ano  | Título                      | Personagem         | Notas                                            |
| ---- | --------------------------- | ------------------ | ------------------------------------------------ |
| 1987 | Xou da Xuxa                 | Participante       | Quadro: A Nova Paquita                           |
| 1987 | Fantástico                  | Participante       | Quadro: Garota do Fantástico                     |
| 1989 | C&A Shop Show               | Apresentadora      |                                                  |
| 1991 | Vamp                        | Jade Rocha         |                                                  |
| 1995 | Você Decide                 | Cátia              | Episódio: "O Gosto da Vingança"                  |
| 1995 | Você Decide                 | Liliane            | Episódio: "O Estripador"                         |
| 1995 | Malhação                    | Paulinha           | Participação                                     |
| 1995 | Casa do Terror              | Lia                | Especial de fim de ano                           |
| 1996 | O Rei do Gado               | Marita             |                                                  |
| 1997 | Você Decide                 | Ana Carolina       | Episódio: "Gente Jovem"                          |
| 1998 | Você Decide                 | Gisele             | Episódio: "Verdades e Mentiras"                  |
| 1998 | Sai de Baixo                | Priscila           | Episódio: "Contatos Imediatos da Terceira Idade" |
| 2004 | Da Cor do Pecado            | Gracielle          | Episódio: "30 de janeiro"                        |
| 2005 | Clara e o Chuveiro do Tempo | mãe de Tiz         |                                                  |
| 2010 | Uma Rosa com Amor           | Ninica             |                                                  |
| 2011 | Amor e Revolução            | Drª. Marcela Viana |                                                  |
| 2013 | Beleza S/A                  | Verônica           | Episódio: "Sexo, Mentiras e um Bisturi"          |
| 2015 | Na Mira do Crime            | Eleonora           |                                                  |
| 2016 | Escrava Mãe                 | Ximena Veloso      | Episódios: "27 de outubro–15 de novembro"        |
| 2018 | Samantha!                   | Lenny K            | Episódio: "3"                                    |
| 2018 | Espelho da Vida             | Solange Siqueira   |                                                  |
| 2019 | Super Chef Celebridades     | Participante       | Temporada 8                                      |
| 2020 | Os Roni                     | Suzy               | 3ª Temp. - Episódio 16                           |

### Cinema
| Ano  | Título                                   | Personagem    | Notas          |
| ---- | ---------------------------------------- | ------------- | -------------- |
| 1988 | O Casamento dos Trapalhões               | Denise        |                |
| 1989 | Solidão, uma Linda História de Amor      | —             | [ 9 ]          |
| 1989 | Trancado por Dentro                      | Cacau         | Curta-metragem |
| 2003 | Cirandar                                 | Kessa         | Curta-metragem |
| 2009 | BEAT IT! MTV Season 1 - "Bost - Parte II | —             |                |
| 2011 | O Primata Poliglota                      | Bárbara       |                |
| 2011 | Intimidade                               | Amiga         | Curta-metragem |
| 2011 | Andaluz                                  | Luana         |                |
| 2011 | Essa Maldita Vontade de ser Pássaro      | —             |                |
| 2017 | Ruanita                                  | Katiane Maria | Curta-metragem |
| 2018 | Anjo do Leste                            | Vera          | Curta-metragem |
| 2021 | Galeria Futuro                           | Dona Sandra   |                |

### Videoclipes
| Ano  | Título                      | Artista          |
| ---- | --------------------------- | ---------------- |
| 1987 | Manequim                    | Grupo Dominó     |
| 2006 | My Heart I'd Give It to You | Krusader         |
| 2019 | Meu Pitel                   | Xande de Pilares |

## Teatro
| Ano  | Título                                     | Personagem      |
| ---- | ------------------------------------------ | --------------- |
| 1988 | Rapunzel                                   | Rapunzel        |
| 2003 | 4.48 Psicose                               | Sarah           |
| 2007 | A Saga da Bruxa Morgana: o Enigma do Tempo | Morgana (jovem) |
| 2016 | Minha Vida de Plástico                     | Sofia           |